# سیارک ۱۰۱۵۵
سیارک ۱۰۱۵۵ (به انگلیسی: 10155 Numaguti، نامگذاری:1994VZ2) ده هزار و صد و پنجاه و پنجمین سیارک کشف شده‌است که در ۴ نوامبر ۱۹۹۴ کشف شد.
قدر مطلق سیارک برابر ۱۸٫۶ است.